# Boston Celtics 1998-1999
La stagione 1998-99 dei Boston Celtics fu la 53ª nella NBA per la franchigia.
I Boston Celtics arrivarono quinti nella Atlantic Division della Eastern Conference con un record di 19-31, non qualificandosi per i play-off.

## Roster
| N° | Naz.                   | Ruolo | Sportivo          | Anno | Alt. | Peso |
| -- | ---------------------- | ----- | ----------------- | ---- | ---- | ---- |
| 0  | Stati Uniti (bandiera) | A     | Walter McCarty    | 1974 | 208  | 104  |
| 4  | Stati Uniti (bandiera) | A     | Popeye Jones      | 1970 | 203  | 113  |
| 5  | Stati Uniti (bandiera) | GA    | Ron Mercer        | 1976 | 201  | 95   |
| 7  | Stati Uniti (bandiera) | G     | Kenny Anderson    | 1970 | 183  | 76   |
| 8  | Stati Uniti (bandiera) | A     | Antoine Walker    | 1976 | 203  | 102  |
| 9  | Stati Uniti (bandiera) | GA    | Greg Minor        | 1971 | 198  | 95   |
| 11 | Stati Uniti (bandiera) | G     | Dana Barros       | 1967 | 180  | 74   |
| 12 | Stati Uniti (bandiera) | A     | Bruce Bowen       | 1971 | 201  | 84   |
| 13 | Stati Uniti (bandiera) | G     | Damon Jones       | 1976 | 191  | 84   |
| 20 | Stati Uniti (bandiera) | G     | Marlon Garnett    | 1975 | 188  | 84   |
| 34 | Stati Uniti (bandiera) | A     | Paul Pierce       | 1977 | 198  | 104  |
| 40 | Stati Uniti (bandiera) | AC    | Tony Battie       | 1976 | 211  | 104  |
| 44 | Stati Uniti (bandiera) | C     | Eric Riley        | 1970 | 213  | 111  |
| 45 | Stati Uniti (bandiera) | AC    | Andrew DeClercq   | 1973 | 208  | 104  |
| 52 | Ucraina (bandiera)     | C     | Vitalij Potapenko | 1975 | 208  | 127  |
| 55 | Stati Uniti (bandiera) | C     | Dwayne Schintzius | 1968 | 216  | 118  |

## Staff tecnico
- Allenatore: Rick Pitino
- Vice-allenatori: Jim O'Brien, John Carroll, Lester Conner, Andy Enfield, Kevin Willard, Mark Starns
- Preparatore atletico: Ed Lacerte